# Olympische Sommerspiele 1936/Ringen – Griechisch-römischer Stil Bantamgewicht (Männer)
Das griechisch-römische Ringen im Bantamgewicht bei den Olympischen Sommerspielen 1936 wurde vom 6. bis 9. August in der Deutschlandhalle ausgetragen. Pro Nation durfte maximal ein Athlet antreten. Die Gewichtsklasse war auf bis zu 56 kg begrenzt.
Der Wettbewerb wurde nach einem Ausscheidungssystem mit Minuspunkten ausgetragen. In jeder Runde hatte jeder Athlet einen Kampf. Bei ungerader Anzahl an Athleten, hatte ein Athlet ein Freilos. Der Verlierer eines Kampfes erhielt 3 Minuspunkte, wenn er durch einen Schultersieg seines Gegner unterlag oder mit 0:3 Punkten den Kampf verlor. Zwei Minuspunkte erhielt der Athlet bei einer Niederlage von 1:2 Punkten. Der Sieger erhielt einen Minuspunkt, wenn er nach Punkten gewann, und 0 Minuspunkte, wenn der Sieg durch Schultersieg erfolgte. Am Ende jeder Runde wurde jeder Athlet mit mehr als 4 Minuspunkten eliminiert.

## Zeitplan
| Datum          | Runde           |
| -------------- | --------------- |
| 6. August 1936 | Runde 1         |
| 7. August 1936 | Runde 2 Runde 3 |
| 8. August 1936 | Runde 4         |
| 9. August 1936 | Runde 5 Runde 6 |

## Ergebnisse

### Runde 1
| Sieger          | Nation             | Art des Sieges          | Verlierer       | Nation          |
| --------------- | ------------------ | ----------------------- | --------------- | --------------- |
| Väinö Perttunen | Finnland           | Punkteentscheidung, 3–0 | Hüseyin Erkmen  | Türkei          |
| Ferdinand Hýža  | Tschechoslowakei   | Punkteentscheidung, 3–0 | Jakob Brendel   | Deutsches Reich |
| Robert Voigt    | Dänemark           | Punkteentscheidung, 3–0 | Karlo Toth      | Jugoslawien     |
| Iosif Töjär     | Rumänien           | Schultersieg            | Georges Bayle   | Frankreich      |
| Dante Bertoli   | Königreich Italien | Punkteentscheidung, 3–0 | Evald Sikk      | Estland         |
| Ali Erfan       | Ägypten            | Schultersieg            | Josef Bümberger | Österreich      |
| Márton Lőrincz  | Ungarn             | Schultersieg            | Franz Christen  | Schweiz         |
| Egon Svensson   | Schweden           | Schultersieg            | Ivar Stokke     | Norwegen        |
| Antoni Rokita   | Polen              | Schultersieg            | Alfred Gilles   | Belgien         |

| Rang | Athlet          | Nation             | Minuspunkte |
| ---- | --------------- | ------------------ | ----------- |
| 1    | Ali Erfan       | Ägypten            | 0           |
| 1    | Márton Lőrincz  | Ungarn             | 0           |
| 1    | Antoni Rokita   | Polen              | 0           |
| 1    | Egon Svensson   | Schweden           | 0           |
| 1    | Iosif Tojar     | Rumänien           | 0           |
| 6    | Dante Bertoli   | Königreich Italien | 1           |
| 6    | Ferdinand Hýža  | Tschechoslowakei   | 1           |
| 6    | Väinö Perttunen | Finnland           | 1           |
| 6    | Robert Voigt    | Dänemark           | 1           |
| 10   | Georges Bayle   | Frankreich         | 3           |
| 10   | Jakob Brendel   | Deutsches Reich    | 3           |
| 10   | Josef Bümberger | Österreich         | 3           |
| 10   | Franz Christen  | Schweiz            | 3           |
| 10   | Hüseyin Erkmen  | Türkei             | 3           |
| 10   | Alfred Gilles   | Belgien            | 3           |
| 10   | Evald Sikk      | Estland            | 3           |
| 10   | Ivar Stokke     | Norwegen           | 3           |
| 10   | Karlo Toth      | Jugoslawien        | 3           |

### Runde 2
| Sieger         | Nation             | Art des Sieges          | Verlierer       | Nation      |
| -------------- | ------------------ | ----------------------- | --------------- | ----------- |
| Ferdinand Hýža | Tschechoslowakei   | Punkteentscheidung, 2–1 | Hüseyin Erkmen  | Türkei      |
| Jakob Brendel  | Deutsches Reich    | Punkteentscheidung, 3–0 | Väinö Perttunen | Finnland    |
| Robert Voigt   | Dänemark           | Schultersieg            | Georges Bayle   | Frankreich  |
| Iosif Tojar    | Rumänien           | Punkteentscheidung, 3–0 | Karlo Toth      | Jugoslawien |
| Dante Bertoli  | Königreich Italien | Schultersieg            | Ali Erfan       | Ägypten     |
| Evald Sikk     | Estland            | Schultersieg            | Josef Bümberger | Österreich  |
| Egon Svensson  | Schweden           | Schultersieg            | Franz Christen  | Schweiz     |
| Márton Lőrincz | Ungarn             | Schultersieg            | Alfred Gilles   | Belgien     |
| Ivar Stokke    | Norwegen           | Schultersieg            | Antoni Rokita   | Polen       |

| Rang | Athlet          | Nation             | Minuspunkte |
| ---- | --------------- | ------------------ | ----------- |
| 1    | Márton Lőrincz  | Ungarn             | 0           |
| 1    | Egon Svensson   | Schweden           | 0           |
| 3    | Dante Bertoli   | Königreich Italien | 1           |
| 3    | Iosif Tojar     | Rumänien           | 1           |
| 3    | Robert Voigt    | Dänemark           | 1           |
| 6    | Ferdinand Hýža  | Tschechoslowakei   | 2           |
| 7    | Ali Erfan       | Ägypten            | 3           |
| 7    | Antoni Rokita   | Polen              | 3           |
| 7    | Evald Sikk      | Estland            | 3           |
| 7    | Ivar Stokke     | Norwegen           | 3           |
| 11   | Jakob Brendel   | Deutsches Reich    | 4           |
| 11   | Väinö Perttunen | Finnland           | 4           |
| 13   | Hüseyin Erkmen  | Türkei             | 5           |
| 14   | Georges Bayle   | Frankreich         | 6           |
| 14   | Josef Bümberger | Österreich         | 6           |
| 14   | Franz Christen  | Schweiz            | 6           |
| 14   | Alfred Gilles   | Belgien            | 6           |
| 14   | Karlo Toth      | Jugoslawien        | 6           |

### Runde 3
| Sieger          | Nation          | Art des Sieges          | Verlierer      | Nation             |
| --------------- | --------------- | ----------------------- | -------------- | ------------------ |
| Väinö Perttunen | Finnland        | Schultersieg            | Ferdinand Hýža | Tschechoslowakei   |
| Jakob Brendel   | Deutsches Reich | Schultersieg            | Robert Voigt   | Dänemark           |
| Iosif Tojar     | Rumänien        | Schultersieg            | Dante Bertoli  | Königreich Italien |
| Evald Sikk      | Estland         | Punkteentscheidung, 3–0 | Ali Erfan      | Ägypten            |
| Márton Lőrincz  | Ungarn          | Punkteentscheidung, 3–0 | Ivar Stokke    | Norwegen           |
| Egon Svensson   | Schweden        | Schultersieg            | Antoni Rokita  | Polen              |

| Rang | Athlet          | Nation             | Minuspunkte |
| ---- | --------------- | ------------------ | ----------- |
| 1    | Egon Svensson   | Schweden           | 0           |
| 2    | Márton Lőrincz  | Ungarn             | 1           |
| 2    | Iosif Tojar     | Rumänien           | 1           |
| 4    | Jakob Brendel   | Deutsches Reich    | 4           |
| 4    | Väinö Perttunen | Finnland           | 4           |
| 4    | Evald Sikk      | Estland            | 4           |
| 4    | Robert Voigt    | Dänemark           | 4           |
| 8    | Dante Bertoli   | Königreich Italien | 4           |
| 9    | Ferdinand Hýža  | Tschechoslowakei   | 5           |
| 10   | Ali Erfan       | Ägypten            | 6           |
| 10   | Antoni Rokita   | Polen              | 6           |
| 10   | Ivar Stokke     | Norwegen           | 6           |

### Runde 4
| Sieger          | Nation          | Art des Sieges          | Verlierer      | Nation   |
| --------------- | --------------- | ----------------------- | -------------- | -------- |
| Väinö Perttunen | Finnland        | Schultersieg            | Robert Voigt   | Dänemark |
| Jakob Brendel   | Deutsches Reich | Schultersieg            | Iosif Tojar    | Rumänien |
| Evald Sikk      | Estland         | Punkteentscheidung, 3–0 | Márton Lőrincz | Ungarn   |
| Egon Svensson   | Schweden        | Freilos                 |                |          |

| Rang | Athlet          | Nation          | Minuspunkte |
| ---- | --------------- | --------------- | ----------- |
| 1    | Egon Svensson   | Schweden        | 0           |
| 2    | Jakob Brendel   | Deutsches Reich | 4           |
| 2    | Márton Lőrincz  | Ungarn          | 4           |
| 2    | Väinö Perttunen | Finnland        | 4           |
| 2    | Iosif Tojar     | Rumänien        | 4           |
| 6    | Evald Sikk      | Estland         | 5           |
| 7    | Robert Voigt    | Dänemark        | 7           |

### Runde 5
| Sieger          | Nation          | Art des Sieges          | Verlierer     | Nation   |
| --------------- | --------------- | ----------------------- | ------------- | -------- |
| Jakob Brendel   | Deutsches Reich | Punkteentscheidung, 3–0 | Egon Svensson | Schweden |
| Väinö Perttunen | Finnland        | Punkteentscheidung, 2–1 | Iosif Tojar   | Rumänien |
| Márton Lőrincz  | Ungarn          | Freilos                 |               |          |

| Rang   | Athlet          | Nation          | Minuspunkte |
| ------ | --------------- | --------------- | ----------- |
| 1      | Egon Svensson   | Schweden        | 3           |
| 2      | Márton Lőrincz  | Ungarn          | 4           |
| Bronze | Jakob Brendel   | Deutsches Reich | 5           |
| 4      | Väinö Perttunen | Finnland        | 5           |
| 5      | Iosif Tojar     | Rumänien        | 6           |

### Runde 6
| Sieger         | Nation | Art des Sieges          | Verlierer     | Nation   |
| -------------- | ------ | ----------------------- | ------------- | -------- |
| Márton Lőrincz | Ungarn | Punkteentscheidung, 3–0 | Egon Svensson | Schweden |

| Rang   | Athlet         | Nation   | Minuspunkte |
| ------ | -------------- | -------- | ----------- |
| Gold   | Márton Lőrincz | Ungarn   | 5           |
| Silber | Egon Svensson  | Schweden | 6           |